# Blepharizonia
Blepharizonia är ett släkte av korgblommiga växter. Blepharizonia ingår i familjen korgblommiga växter.
Kladogram enligt Catalogue of Life:
| Blepharizonia | \| \| Blepharizonia laxa \| \| \| \| \| \| Blepharizonia plumosa \| \| \| \| |
|               | \| \| Blepharizonia laxa \| \| \| \| \| \| Blepharizonia plumosa \| \| \| \| |
|               | Blepharizonia laxa                                                           |
|               |                                                                              |
|               | Blepharizonia plumosa                                                        |
|               |                                                                              |